# Mistrzostwa Świata w Hokeju na Lodzie Kobiet 2022 (III Dywizja)
Mistrzostwa Świata w Hokeju na Lodzie Kobiet III Dywizji 2022 rozegrane zostały w dniach 4–9 kwietnia (Dywizja IIIA) oraz 22–25 marca (Dywizja IIIB).
Do mistrzostw III Dywizji przystąpiło 7 zespołów, które zostały podzielone na dwie grupy: jedną trzyzespołową oraz drugą czterozespołową. Dywizja III Grupa A swoje mecze rozgrywała w Sofii (Bułgaria), natomiast Dywizja III Grupa B w Belgradzie (Serbia). Reprezentacje rywalizowały systemem każdy z każdym.
Hale, w których zorganizowano zawody:
- Zimowy Pałac Sportu w Sofii – Dywizja IIIA,
- Pionir Ice Hall w Belgradzie – Dywizja IIIB.

## Grupa A
Do mistrzostw świata II dywizji w 2023 z Dywizji IIIA awansowała najlepsza reprezentacja
| 4 kwietnia 2022 | Belgia | 2:3 | Litwa | Zimowy Pałac Sportu, Sofia |

| Szczegóły      | Szczegóły                                  | Szczegóły       | Szczegóły                                                               | Szczegóły                                                                              |
| -------------- | ------------------------------------------ | --------------- | ----------------------------------------------------------------------- | -------------------------------------------------------------------------------------- |
| Godzina: 18:30 | F. Bosmans (EQ) 34:11 A. Steeno (PP) 54:53 | (0:2, 1:0, 1:1) | 05:13 (EQ) G. Petrauskaitė 19:14 (EQ) K. Miuller 56:43 (PP2) K. Miuller | Widzów: 201 Sędzia główny: Sinem Türkmen Sędziowie liniowi: Julia Strube Harriet Weegh |
| Godzina: 18:30 | 20 min. kar                                |                 | 16 min. kar                                                             | Widzów: 201 Sędzia główny: Sinem Türkmen Sędziowie liniowi: Julia Strube Harriet Weegh |

| 5 kwietnia 2022 | Litwa | 8:3 | Bułgaria | Zimowy Pałac Sportu, Sofia |

| Szczegóły      | Szczegóły | Szczegóły       | Szczegóły                                                        | Szczegóły                                                                                     |
| -------------- | --- | --------------- | ---------------------------------------------------------------- | --------------------------------------------------------------------------------------------- |
| Godzina: 18:30 | K. Miuller (EQ) 04:24 K. Miuller (PP) 15:07 K. Miuller (PP) 17:43 K. Miuller (EQ) 36:49 K. Miuller (EQ) 39:52 R. Maleckienė (EQ) 39:59 K. Miuller (EQ) 42:38 E. Tučiūtė (EQ) 50:30 | (3:1, 3:1, 2:1) | 12:46 (EQ) N. Diłowa 31:49 (PP) M. Zariewa 48:21 (EQ) M. Zariewa | Widzów: 600 Sędzia główny: Drahomira Fialova Sędziowie liniowi: Julia Hjelmström Julia Strube |
| Godzina: 18:30 | 4 min. kar |                 | 6 min. kar                                                       | Widzów: 600 Sędzia główny: Drahomira Fialova Sędziowie liniowi: Julia Hjelmström Julia Strube |

| 6 kwietnia 2022 | Belgia | 8:0 | Bułgaria | Zimowy Pałac Sportu, Sofia |

| Szczegóły      | Szczegóły | Szczegóły       | Szczegóły  | Szczegóły                                                                                  |
| -------------- | --- | --------------- | ---------- | ------------------------------------------------------------------------------------------ |
| Godzina: 18:30 | R. De Wolf (EQ) 04:31 C. Boon (EQ) 05:22 A. Steeno (EQ) 14:23 L. De Guchtenaere (EQ) 25:50 F. Bosmans (EQ) 43:32 A. De Terwangne (EQ) 47:32 L. De Guchtenaere (EQ) 50:52 L. De Guchtenaere (PP) 59:47 | (3:0, 1:0, 4:0) |            | Widzów: 350 Sędzia główny: Sinem Türkmen Sędziowie liniowi: Julia Hjelmström Harriet Weegh |
| Godzina: 18:30 | 6 min. kar |                 | 8 min. kar | Widzów: 350 Sędzia główny: Sinem Türkmen Sędziowie liniowi: Julia Hjelmström Harriet Weegh |

| 7 kwietnia 2022 | Litwa | 0:8 | Belgia | Zimowy Pałac Sportu, Sofia |

| Szczegóły      | Szczegóły  | Szczegóły       | Szczegóły | Szczegóły                                                                                     |
| -------------- | ---------- | --------------- | --- | --------------------------------------------------------------------------------------------- |
| Godzina: 18:30 |            | (0:0, 0:1, 0:7) | 29:50 (EQ) L. Paulissen 43:25 (EQ) L. De Guchtenaere 44:30 (EQ) L. De Guchtenaere 46:47 (EQ) L. Paulissen 47:28 (EQ) F. Bosmans 49:27 (PP) L. De Guchtenaere 50:16 (EQ) A. Steeno 57:37 (EQ) R. De Wolf | Widzów: 120 Sędzia główny: Drahomira Fialova Sędziowie liniowi: Julia Hjelmström Julia Strube |
| Godzina: 18:30 | 4 min. kar |                 | 4 min. kar | Widzów: 120 Sędzia główny: Drahomira Fialova Sędziowie liniowi: Julia Hjelmström Julia Strube |

| 8 kwietnia 2022 | Bułgaria | 2:3 | Litwa | Zimowy Pałac Sportu, Sofia |

| Szczegóły      | Szczegóły                                    | Szczegóły       | Szczegóły                                                            | Szczegóły                                                                              |
| -------------- | -------------------------------------------- | --------------- | -------------------------------------------------------------------- | -------------------------------------------------------------------------------------- |
| Godzina: 18:30 | M. Runewska (EQ) 26:27 M. Zariewa (EQ) 35:40 | (0:3, 2:0, 0:0) | 06:58 (EQ) R. Maleckienė 08:50 (PP) K. Miuller 11:57 (EQ) E. Tučiūtė | Widzów: 210 Sędzia główny: Sinem Türkmen Sędziowie liniowi: Julia Strube Harriet Weegh |
| Godzina: 18:30 | 10 min. kar                                  |                 | 12 min. kar                                                          | Widzów: 210 Sędzia główny: Sinem Türkmen Sędziowie liniowi: Julia Strube Harriet Weegh |

| 9 kwietnia 2022 | Bułgaria | 0:8 | Belgia | Zimowy Pałac Sportu, Sofia |

| Szczegóły      | Szczegóły  | Szczegóły       | Szczegóły | Szczegóły                                                                                      |
| -------------- | ---------- | --------------- | --- | ---------------------------------------------------------------------------------------------- |
| Godzina: 18:30 |            | (0:4, 0:1, 0:3) | 11:52 (EQ) A. Steeno 13:10 (EQ) F. Bosmans 13:38 (EQ) A. Azitemina 14:03 EQ) F. Bosmans 33:32 (SH) L. De Guchtenaere 43:23 (EQ) A. Azitemina 51:33 (EQ) A. Steeno 55:09 (EQ) A. Steeno | Widzów: 301 Sędzia główny: Drahomira Fialova Sędziowie liniowi: Julia Hjelmström Harriet Weegh |
| Godzina: 18:30 | 2 min. kar |                 | 8 min. kar | Widzów: 301 Sędzia główny: Drahomira Fialova Sędziowie liniowi: Julia Hjelmström Harriet Weegh |

Tabela
| Lp. | Zespół   | M | Pkt | Z | Zd | Pd | P | G+ | G- | +/− |
| --- | -------- | - | --- | - | -- | -- | - | -- | -- | --- |
| 1   | Belgia   | 4 | 9   | 3 | 0  | 0  | 1 | 26 | 3  | +23 |
| 2   | Litwa    | 4 | 9   | 3 | 0  | 0  | 1 | 14 | 15 | -1  |
| 3   | Bułgaria | 4 | 0   | 0 | 0  | 0  | 4 | 5  | 27 | -22 |
| 4   | Rumunia  | 0 | 0   | 0 | 0  | 0  | 0 | 0  | 0  | 0   |
| 5   | Ukraina  | 0 | 0   | 0 | 0  | 0  | 0 | 0  | 0  | 0   |
| 6   | Hongkong | 0 | 0   | 0 | 0  | 0  | 0 | 0  | 0  | 0   |

    = awans do Dywizji IIB     = utrzymanie w Dywizji IIIA
Statystyki indywidualne
- Klasyfikacja strzelców:  Klara Miuller: 9 goli[1]
- Klasyfikacja asystentów:  Femke Bosmans: 8 asyst[2]
- Klasyfikacja kanadyjska:  Lotte De Guchtenaere: 13 punktów[3]
- Klasyfikacja kanadyjska obrońców:  Emilija Tučiūtė: 3 punkty[4]
- Klasyfikacja +/−:  Lotte De Guchtenaere: +15[5]
- Klasyfikacja skuteczności interwencji bramkarzy:  Nina Van Orshaegen: 93,18%[6]
- Klasyfikacja średniej goli straconych na mecz bramkarzy:  Nina Van Orshaegen: 0,88
- Klasyfikacja minut kar:  Renee De Wolf
 Chinouk Van Calster: 8 minut[7]

Nagrody indywidualne
Dyrektoriat turnieju wybrał trójkę najlepszych zawodników, po jednym na każdej pozycji:
- Bramkarz:  Emilie Simonsen
- Obrońca:  Chinouk Van Calster
- Napastnik:  Lotte De Guchtenaere

## Grupa B
Do dywizji A z Dywizji B awansowała najlepsza reprezentacja.
| 22 marca 2022 | Bośnia i Hercegowina | 5:1 | Izrael | Pionir Ice Hall, Belgrad |

| Szczegóły      | Szczegóły | Szczegóły       | Szczegóły            | Szczegóły                                                                             |
| -------------- | --- | --------------- | -------------------- | ------------------------------------------------------------------------------------- |
| Godzina: 14:00 | I. Kapić (SH) 04:48 N. Mulić (EQ) 10:57 I. Kapić (EQ) 18:55 N. Mulić (PP) 23:46 E. Karamehmedović (EQ) 39:56 | (3:0, 2:1, 0:0) | 25:24 (EQ) C. Kotler | Widzów: 37 Sędzia główny: Sini Kauhanen Sędziowie liniowi: Baiba Dzene Laura Perronin |
| Godzina: 14:00 | 8 min. kar                                                                                                   |                 | 8 min. kar           | Widzów: 37 Sędzia główny: Sini Kauhanen Sędziowie liniowi: Baiba Dzene Laura Perronin |

| 22 marca 2022 | Estonia | 4:0 | Serbia | Pionir Ice Hall, Belgrad |

| Szczegóły      | Szczegóły                                                                            | Szczegóły       | Szczegóły   | Szczegóły                                                                                  |
| -------------- | ------------------------------------------------------------------------------------ | --------------- | ----------- | ------------------------------------------------------------------------------------------ |
| Godzina: 17:30 | E. Pärnik (EQ) 01:44 A.-O. Seppar (EQ) 17:23 C. Lauk (EQ) 23:40 E. Pärnik (EQ) 40:46 | (2:0, 1:0, 1:0) |             | Widzów: 126 Sędzia główny: Mariko Dale Sędziowie liniowi: Elva Hjálmarsdóttir Lucie Povová |
| Godzina: 17:30 | 31 min. kar                                                                          |                 | 10 min. kar | Widzów: 126 Sędzia główny: Mariko Dale Sędziowie liniowi: Elva Hjálmarsdóttir Lucie Povová |

| 23 marca 2022 | Izrael | 0:10 | Estonia | Pionir Ice Hall, Belgrad |

| Szczegóły      | Szczegóły   | Szczegóły       | Szczegóły | Szczegóły                                                                             |
| -------------- | ----------- | --------------- | --- | ------------------------------------------------------------------------------------- |
| Godzina: 14:00 |             | (0:5, 0:5, 0:0) | 03:05 (EQ) E. Pärnik 10:45 (EQ) A. Benetis 11:04 (EQ) E. Pärnik 16:49 (EQ) H. Mahla 19:00 (EQ) C. Lauk 25:41 (PP) M. Griffin 27:12 (EQ) K. Leet 27:48 (EQ) A. Benetis 35:44 (EQ) C. Lauk 38:40 (EQ) E. Pärnik | Widzów: 27 Sędzia główny: Sini Kauhanen Sędziowie liniowi: Maren Frohaug Lucie Povová |
| Godzina: 14:00 | 10 min. kar |                 | 6 min. kar | Widzów: 27 Sędzia główny: Sini Kauhanen Sędziowie liniowi: Maren Frohaug Lucie Povová |

| 23 marca 2022 | Bośnia i Hercegowina | 1:5 | Serbia | Pionir Ice Hall, Belgrad |

| Szczegóły      | Szczegóły           | Szczegóły       | Szczegóły | Szczegóły                                                                                 |
| -------------- | ------------------- | --------------- | --- | ----------------------------------------------------------------------------------------- |
| Godzina: 17:30 | I. Kapić (PP) 46:30 | (0:1, 0:3, 1:1) | 19:22 (PP) A. Benčić 29:04 (SH) V. Vrhoci 30:51 (PP) I. Vaštag 36:09 (EQ) A. Milodanović 46:42 (EQ) S. Stantić | Widzów: 114 Sędzia główny: Mariko Dale Sędziowie liniowi: Baiba Dzene Elva Hjálmarsdóttir |
| Godzina: 17:30 | 10 min. kar         |                 | 8 min. kar | Widzów: 114 Sędzia główny: Mariko Dale Sędziowie liniowi: Baiba Dzene Elva Hjálmarsdóttir |

| 25 marca 2022 | Estonia | 10:1 | Bośnia i Hercegowina | Pionir Ice Hall, Belgrad |

| Szczegóły      | Szczegóły | Szczegóły       | Szczegóły           | Szczegóły                                                                          |
| -------------- | --- | --------------- | ------------------- | ---------------------------------------------------------------------------------- |
| Godzina: 14:00 | K. Kulla (PP) 03:30 E. Aasma (EQ) 09:26 H. Mahla (EQ) 23:29 H. Mahla (EQ) 29:11 K. Joemets (EQ) 30:21 C. Lauk (EQ) 40:19 M. Disko (EQ) 42:37 G. Hollo (EQ) 44:34 C. Lauk (EQ) 50:11 K. Leet (EQ) 56:40 | (2:0, 3:1, 5:0) | 28:39 (EQ) I. Kapić | Widzów: 36 Sędzia główny: Mariko Dale Sędziowie liniowi: Baiba Dzene Maren Frohaug |
| Godzina: 14:00 | 12 min. kar |                 | 8 min. kar          | Widzów: 36 Sędzia główny: Mariko Dale Sędziowie liniowi: Baiba Dzene Maren Frohaug |

| 25 marca 2022 | Serbia | 6:0 | Izrael | Pionir Ice Hall, Belgrad |

| Szczegóły      | Szczegóły | Szczegóły       | Szczegóły  | Szczegóły                                                                               |
| -------------- | --- | --------------- | ---------- | --------------------------------------------------------------------------------------- |
| Godzina: 17:30 | H. Rac Sabo (PP2) 07:02 J. Popov (EQ) 11:16 A. Milodanović (EQ) 26:49 L. Rac Sabo (EQ) 31:46 L. Rac Sabo (EQ) 55:58 I. Vastag (EQ) 58:19 | (2:0, 2:0, 2:0) |            | Widzów: 153 Sędzia główny: Sini Kauhanen Sędziowie liniowi: Laura Perronin Lucie Povová |
| Godzina: 17:30 | 12 min. kar |                 | 8 min. kar | Widzów: 153 Sędzia główny: Sini Kauhanen Sędziowie liniowi: Laura Perronin Lucie Povová |

Tabela
| Lp. | Zespół               | M | Pkt | Z | Zd | Pd | P | G+ | G- | +/− |
| --- | -------------------- | - | --- | - | -- | -- | - | -- | -- | --- |
| 1   | Estonia              | 3 | 9   | 3 | 1  | 0  | 0 | 24 | 1  | +23 |
| 2   | Serbia               | 3 | 6   | 2 | 0  | 0  | 1 | 11 | 5  | +6  |
| 3   | Bośnia i Hercegowina | 3 | 3   | 1 | 0  | 0  | 2 | 7  | 16 | -9  |
| 4   | Izrael               | 3 | 0   | 0 | 0  | 0  | 3 | 1  | 21 | -20 |
| 5   | Iran                 | 0 | 0   | 0 | 0  | 0  | 0 | 0  | 0  | 0   |

      = awans do III dywizji grupy A    = utrzymanie w Dywizji IIIB
Statystyki indywidualne
- Klasyfikacja strzelców:  Christin Lauk
 Edith Pärnik: 5 goli[9]
- Klasyfikacja asystentów:  Diane Kaareste: 5 asyst[10]
- Klasyfikacja kanadyjska:  Edith Pärnik: 6 punktów[11]
- Klasyfikacja kanadyjska obrońców:  Christin Lauk: 5

punktów
- Klasyfikacja +/−:  Edith Pärnik: +12[13]
- Klasyfikacja skuteczności interwencji bramkarzy:  Delen Schule: 95,24%[14]
- Klasyfikacja średniej goli straconych na mecz bramkarzy:  Delen Schule: 0,50 bramki
- Klasyfikacja minut kar:  Kristin Maris Mahla: 25 minut[15]

Nagrody indywidualne
Dyrektoriat turnieju wybrał trójkę najlepszych zawodników, po jednym na każdej pozycji:
- Bramkarz:  Delen Schule
- Obrońca:  Christin Lauk
- Napastnik:  Valentina Vrhoci